# Klaus Körner (Autor, 1946)
Klaus Edmund Berthold Körner (* 22. September 1946 in Poxdorf; † 16. Oktober 2023) war ein deutscher Schriftsteller und Politiker. Er gehörte 2014 für einige Monate als Abgeordneter der Partei Die Linke dem Landtag Brandenburg an.

## Leben
Klaus Körner wuchs in Cottbus auf, wo er 1966 sein Abitur ablegte. Er studierte Komposition und Musiktheorie an der Hochschule für Musik „Hanns Eisler“ in Berlin. Wegen eines Augenleidens, das zur Erblindung führte, brach er das Musikstudium ab und begann ein Jurastudium, da in diesem Bereich bessere Berufsaussichten für Blinde bestanden.

Nach Staatsexamen und Diplom an der Humboldt-Universität zu Berlin im Jahr 1973 begann er eine Tätigkeit im Bereich des Urheberrechts. Von 1977 bis 1995 arbeitete er als freiberuflicher Publizist und Schriftsteller. Aus politischen Gründen wurde er erst 1989 in den Schriftstellerverband der DDR aufgenommen. Ab 1989 lebte er mit seiner Familie in Petershagen bei Berlin.
Anfang 1990 initiierte Klaus Körner den Gründungsaufruf der „Initiative Christliche Linke“ (ICL), einer Gruppe von anfangs 30 Intellektuellen. Das Ziel der Initiative war ein Zusammenschluss jener, die mit den „Idealen des Christentums auf der einen Seite, denen des Marxismus auf der anderen Seite“ Ernst machen wollten. Klaus Körner zeichnete verantwortlich für das Organ der ICL „Dritter Weg. Journal für eine solidarische Welt“, das von 1991 bis 1995 erschien.

In den 1990er-Jahren betätigte er sich aktiv in der „Initiative Kirche von unten“. 1991 trat Körner den Grünen bei und kandidierte 1994 auf Platz 2 der Landesliste für den Bundestag. Den Einzug ins Parlament schaffte er nicht, jedoch wirkte er von 1995 bis 1997 als Referent für Behindertenpolitik der Bundestagsfraktion Bündnis 90/Die Grünen in Bonn. Danach war Körner als Justitiar des Brandenburger Landesverbandes der Lebenshilfe tätig. Von 2001 bis 2009 arbeitete er als wissenschaftlicher Mitarbeiter für Pflege- und Behindertenpolitik für die Landtagsfraktion der Brandenburger Linkspartei. Am 23. Juni 2014 zog Körner als Nachrücker für die verstorbene Helga Böhnisch in den Landtag ein und schied nach der Landtagswahl in Brandenburg 2014 wieder aus.

Klaus Körner engagierte sich auf kommunaler Ebene als Gemeinderat und Fraktionsvorsitzender der Partei Die Linke in seinem Wohnort Petershagen.

## Veröffentlichungen
- Augenworte. Union Verlag, Berlin (Ost) 1986 und Postskriptum Verlag, Hannover 1986 (Gedichtband)
- Gegenlicht traumgeschwärzt. Berlin und Hannover 1989 (Gedichtband)
- Herausgeber: Knecht Gottes Lieder – Lesebuch aus christlichen Gemeinden Lateinamerikas. Union Verlag, Berlin und München 1992
- Herausgeber der Zeitschrift Dritter Weg – Journal für eine solidarische Welt. 1991–1995
- Stimmbögen. Eigenverlag, 2001 (Gedichtband)
- Friedrich Heer und die österreichische Identität. I: Offener Humanismus zwischen den Fronten des Kalten Krieges. Königshausen & Neumann, Würzburg 2005
- Erzählung Momentaufnahmen aus dem Bundesdorf Bonn. In: Wir-wahren-Worte.de. Petitverlag, Potsdam 2011
- Roman Die Zerstörung des Hauses. Königshausen&Neumann, Würzburg 2011
- Gedichte und Prosa in Anthologien
- Arbeiten für den Rundfunk (Hörspiele und interpretierende Musiksendungen)
- Erzählungen für Kinder
- literarische und politische Aufsätze in Büchern
- Zeitschriften und Zeitungen (u. a. ein Aufsatz über Walter Benjamins „Eingedenken“ für den Reclam-Verlag)
- sowie seit über 30 Jahren Texte für Lieder, Kantaten und Oratorien des Hannoveraner Komponisten Peter E. Rompf (u. a. CDs „Requiem für Romero“, „Über dem roten Kreis“)[8]